# خوشچووکا روزکا
خوشچووکا روزکا (به لهستانی:  Choszczówka Rudzka) یک روستا در لهستان است که در گمینا دنبه ویلکیه واقع شده‌است. خوشچووکا روزکا ۱۱۷ نفر جمعیت دارد.